# Enrico Pieranunzi
Enrico Pieranunzi (Roma, 5 de diciembre de 1949) es un pianista, compositor y arreglista italiano de Jazz.

## Biografía
Hace estudios clásicos de piano diplomándose y siendo luego docente en el conservatorio, desde 1973. Se aficionó al jazz gracias a la pasión de su padre Álvaro, guitarrista de jazz y apasionado de Django Reinhardt. La conjunción en su formación, entre piano clásico y de jazz, contribuye a definir su estilo y su lenguaje musical, donde son evidentes las influencias de la música de Debussy.
Pieranunzi empieza su carrera jazzística hacia la mitad de los años 70. Como pianista de jazz ha registrado más de 60 CD, combinando el piano sólo con varias formaciones con piano. Ha tocado y registrado con muchos jazzistas de nivel mundial, entre los cuales Chet Baker, Art Farmer, Irio De Paula, Lee Konitz, Marc Johnson, Joey Baron, Paul Motian, Charlie Haden y ha participado en los más importantes festivales italianos (Umbría Jazz, Rávena, Milán Ciak) e internacionales (Montreal, Copenhague, Berlín, Madrid). En el 2004 ha hecho una tourné en Japón tocando con el bajista Marc Johnson y el batería Joey Baron.
En el referéndum anual de la revista "Música Jazz" ha sido votado mejor músico italiano del 1989, mientras en el 1993 la "Academie du jazz" francesa lo ha señalado entre los primeros tres músicos jazz europeos. Como compositor de jazz ha compuesto más de 200 piezas, algunas de las cuales son verdaderos estándars y han sido incluidos en la célebre colección "The New Real Book".
Su hermano es el violinista Gabriele Pieranunzi, solista de rango y 1r. violín en el Teatro S.Carlo de Nápoles.
En el septiembre de 1977 fue docente en Montecasino, en uno de los primeros seminarios jasísticos italianos junto con el contrabajista Bruno Tommaso y el batería Andrea Centazzo.

## Discografía (parcial)
- 1975 - Jazz a confronto 24 (Horo Records, HLL 101-24)
- 1975-1976 - New & Old Jazz Sounds (Edi-Pan Records, MPS 3038)
- 1976 - The Day After the Silence (Edi-Pan Records, NPG 800) piano solo
- 1978 - A Long Way (Carosello Records, CLE 21039) piano solo
- 1978 - From Always to Now (Edi-Pan Records, NPG 803)
- 1980 - Soft Journey (Edi-Pan Records, NPG 805) con Chet Baker
- 1980 - Jazz Roads (CAM Records, CML 193) pubblicato nel 1983
- 1980 - Il bandito dagli occhi azzurri (Cerberus Records, CEM S 0114) colonna sonora di Ennio Morricone pubblicato nel 1982
- 1980 - Colours - (Edi-Pan Records, NPG 807) pubblicato originariamente solo a nome di Bill Smith
- 1981 - Isis (Soul Note Records, SN 1021) con Art Farmer
- 1984 - New Lands (Timeless Records, SJP 211)
- 1984 - Autumn Song (Enja Records, 4094) pubblicato nel 1985
- 1984 - What's What (YVP Music Records, 3006) piano solo, pubblicato nel 1985
- 1986 - Deep Down (Soul Note Records, LP 121121-1) pubblicato nel 1987
- 1986 - Space Jazz Trio Vol. 1 (YVP Music Records, 3007)
- 1987 - Pianoforte senza confini (Fonit Cetra, ALP 2014) piano solo
- 1987 - Blue and Golden (YVP Music Records, 7019) pubblicato anche con il titolo di Moon Pie
- 1987 - Silence (Soul Note Records, SN 1172)
- 1988 - Meridies (Gala Records, GLLP 91019)
- 1988 - The Heart of the Ballad (Philology Records, 214 W20) con Chet Baker
- 1988 - Little Girl Blue (Philology Records, 214 W21) con Chet Baker
- 1988 - Space Jazz Trio Vol. 2 (YVP Music Records, 3015)
- 1988 - Phil's Mood (Philology Records, W27.2) con Phil Woods
- 1988 - Blew (Philology Records,) con Lee Konitz
- 1988 - Solitudes (Philology Records, W.028) dúo con Lee Konitz
- 1989 - No Man's Land (Soul Note Records, 121221) pubblicato nel 1990
- 1990 - Parisian Portraits (IDA Records, IDA 026) ripubblicato nel 2007
- 1990 - First Song (Soul Note Records, 121222) con Charlie Haden e Billy Higgins, pubblicato nel 1992
- 1990 - Yellow & Blue Suites (Challenge Records, CHR 70131) con Marc Johnson, pubblicato nel 2008
- 1990 - The Dream Before Us (IDA Records, IDA 028) con Marc Johnson, pubblicato nel 1992
- 1990 - Bella (Philology Records, W.064) con E. Rava, E. Pietropaoli e R. Gatto
- 1991 - Elsa (Philology Records, W.206) con Phil Woods
- 1991 - Live at the Corridonia Jazz Festival (Philology Records, W.211) con Phil Woods
- 1991 - Triologues, vol. 3 (YVP Records, 3026)
- 1993 - Nausicaa (Egea Records, SCA037) con Enrico Rava
- 1993 - In That Dawn of Music (Soul Note Records, SNMJ 003-2)
- 1993 - Untold Story (IDA Records, IDA 036) ripubblicato nel 2006
- 1995 - Flux and Change (Soul Note Records, 121242) con Paul Motian
- 1995 - Trioscape, vol. 4 (YVP Records, CD 3050)
- 1995 - Seaward (Soul Note Records, 121272)
- 1996 - The Night Gone By - AlfaJazz (Japan)
- 1997 - Live in Germany, vol. 5 - YVP 3059
- 1997 - Ma l'amore no (feat. Ada Montellanico) - Soul Note 12132
- 1997 - The Kingdom (M. Vinding, A. Riel) - Stunt 19703
- 1997 - The Chant of Time (Alpha Jazz Records, ALCB 3915)
- 1998 - Un'alba dipinta sui muri - Egea SCA070
- 1999 - Con infinite voci - Egea SCA071
- 1999 - Daedalus' Wings (Challenge Records, CHR 70069)
- 2000 - Multiple Choise, vol. 6 - YVP 3079
- 2000 - Live in Switzerland - YVP 3083
- 2000 - Racconti mediterranei (feat. M.Johnson, G.Mirabassi) - Egea SCA078
- 2000 - Canto nascosto - Egea SCA080
- 2000 - Don't Forget the Poet - Challenge CHR70065
- 2000 - Alone Together - Challenge CHR70070
- 2000 - Plays the Music of W.Shorter - Challenge CHR70083
- 2000 - Improvised Forms for Trio - Challenge CHR70084
- 2001 - Evans Remembered - Vía Veneto VVJ031
- 2001 - Play Morricone (feat. M.Johnson, J.Baron) - Cam Jazz CAM504425
- 2002 - Doorways (w Paul Motian) -
- 2002 - Perugia Suite - Egea SCA093
- 2003 - One Lone Star, vol. 7 - YVP 3104
- 2003 - Current Conditions (feat. M.Johnson, J.Baron) - Cam Jazz CAM7756
- 2003 - Trasnoche (feat. M.Johnson) - Egea SCA098
- 2003 - Fellini Jazz - Cam Jazz CAM7761
- 2004 - Les Amants (w M.Johnson, R.Giuliani) - Egea
- 2005 - Special Encounter (w P.Motian, C.Haden) -
- 2006 - Ballads (w Marc Johnson, Joey Baron) -
- 2007 - Live in Paris (w Van De Geyn, Ceccarelli) -
- 2007 - Live in Japan (w Trio) - Cam Jazz
- 2008 - As Never Before (w Trio & K.Wheeler) - Cam Jazz (in Preparazione)
- 2008 - Pieranunzi Plays on Domenico Scarlatti - Cam Jazz
- 2010 - Live at Birdland - Cam Jazz

- 2013 - Bluestop
- 2014 - Double Circle
- 2014 - Home is where the heart is

- 2014 - The day after the silence - piano solo (Ristampa, Cd audio) - AlfaMusic

- 2014 - The Music of Enrico Pieranunzi
- 2014 - My songbook

- 2015 - Americas

- 2015 - NEW SPRING Live At The Village Vanguard (sólo USA & Japón)
- 2015 - Tales From The Unexpected
- 2015 - Ménage à Trois
- 2016 - European Trio

## Edición musical
- Enrico Pieranunzi / 7 Solos transcribed note-by-note by Marco di Gennaro, per pianoforte, Carisch, Milano, 2007, ISBN 978-88-507-1174-1